# Graziano Romani
Graziano Romani (Casalgrande, Reggio Emilia, Italia, 26 de septiembre de 1959) es un cantautor y compositor de rock italiano.
A lo largo de su carrera artística ha alternado producciones en italiano y en inglés, actuando como cantante solista o con bandas como Rocking Chairs, Megajam 5 o Souldrivers.
También es escritor de ensayos y biografías sobre personajes del mundo musical o sobre autores de las historietas Tex y Zagor, además de ser traductor de cómics como el Príncipe Valiente.

## Discografía

### Álbumes de estudio
Rocking Chairs
- 1987 - New Egypt (versión LP)
- 1989 - New Egypt (versión CD, con 3 bonus tracks)
- 1989 - Freedom Rain
- 1990 - No Sad Goodbyes
- 1991 - Hate and Love Revisited

Megajam 5
- 1997 - Megajam 5

### Álbumes  como solista
- 2001 - Soul Crusader: The Songs of Bruce Springsteen
- 2002 - Lost and Found: Songs for the Rocking Chairs
- 2003 - Up in Dreamland
- 2004 - Painting Over Rust
- 2006 - Confessions Boulevard
- 2008 - Between Trains
- 2009 - Zagor King of Darkwood (reimprimido en el 2012 por Panini Comics bajo el título My Name Is Zagor)
- 2011 - My Name Is Tex
- 2012 - My Name Is Tex (Edición Deluxe)
- 2014 - Yes I'm Mister No
- 2015 - Vivo/Live
- 2016 - Diabolik, Genius of Crime
- 2017 - Soul Crusader Again the Songs of Bruce Springsteen
- 2018 - A ruota libera / Freewheeling: The Duet Album

### En italiano
- 1993 - Graziano Romani
- 2001 - Storie dalla Via Emilia
- 2007 - Tre colori
- 2015 - Vivo/Live
- 2018 - A ruota libera / Freewheeling: The Duet Album

### Sencillos
- 1993 - Adios - Sencillo promocional
- 1993 - Adios - 45 RPM Juke-Box
- 1993 - Da che parte stai - Sencillo promocional
- 1995 - Christmas With The Yours - (Cd-Single) (como "Cantante misterioso")
- 1995 - Christmas With The Yours - (Mix vinilo 12") (como "Cantante misterioso")
- 2001 - Dio della radio - Singolo promozionale
- 2002 - C'è solo l'Inter
- 2008 - Darkwood
- 2017 - Lift Me Up / When the Lights Go Out

### Álbumes recopilatorios
- 2002 - Sparks of Passion: Best and Rarities
- 2017 - Graziano Romani Sings Bruce Springsteen 1987-2017

### Álbumes en directo
- 2002 - ADMO Benefit 13.4.2002: C'è Bisogno Di Un Sogno
- 2015 - Vivo/Live[5]